# Conill de Nuttall
El conill de Nuttall (Sylvilagus nuttallii) és una espècie de mamífer de la família Leporidae que viu a Nord-amèrica. Concretament es troba al Canadà als estats d'Alberta, Columbia Britànica i Saskatchewan i als Estats Units d'Amèrica als estats d'Arizona, Califòrnia, Colorado, Idaho, Montana, Nebraska, Nevada, Nou Mèxic, Dakota del Nord, Dakota del Sud, Oregon, Utah, Washington i Wyoming. Pot viure en una gran varietat d'hàbitats, encara que normalment al nord habita en zones amb artemísia i al sud en zones boscoses. La gestació dura entre 28 i 30 dies; la femella pot tenir entre dues i cinc ventrades cada any amb un nombre d'entre quatre i sis cries per ventrada.
Fou anomenat en honor del botànic i zoòleg britànic Thomas Nuttall.